# Rubber Duck
Rubber Duck is een beeld bedacht en gemaakt door Florentijn Hofman. Het beeld is gemaakt van rubber en stelt een sterk uitvergrote gele badeend voor. Het beeld is wereldwijd bekend, hoofdzakelijk omdat het ook wereldwijd geplaatst is. Daardoor heeft Hofman ook internationale bekendheid gekregen.
Op elke locatie komt een nieuwe eend, en elke eend heeft een net iets ander formaat. De kleinste eend was 5 meter en de grootste was 26 meter hoog. De grootste eend lag in Saint-Nazaire, Canada en de kleinste komt op meerdere plekken voor. De eenden blijven drijven doordat ze op een ponton geplaatst worden. 
De eerste eend werd in de Nederlandse stad Amsterdam geplaatst. In totaal zouden er 14 steden komen die middels een tour onderdeel zouden worden van het project "Spreading joy around the world".

## Locaties

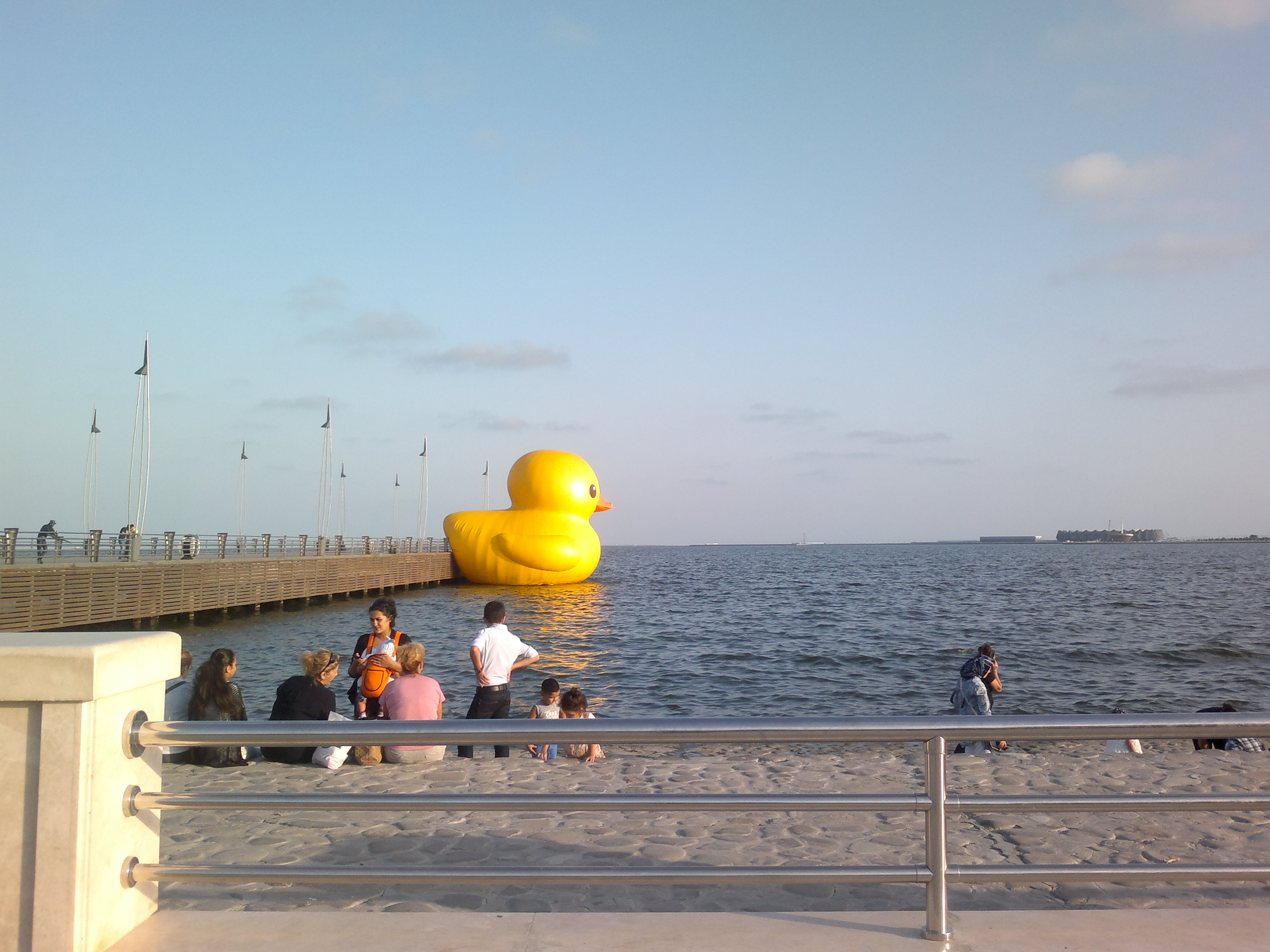
Bakoe, Azerbeidzjan
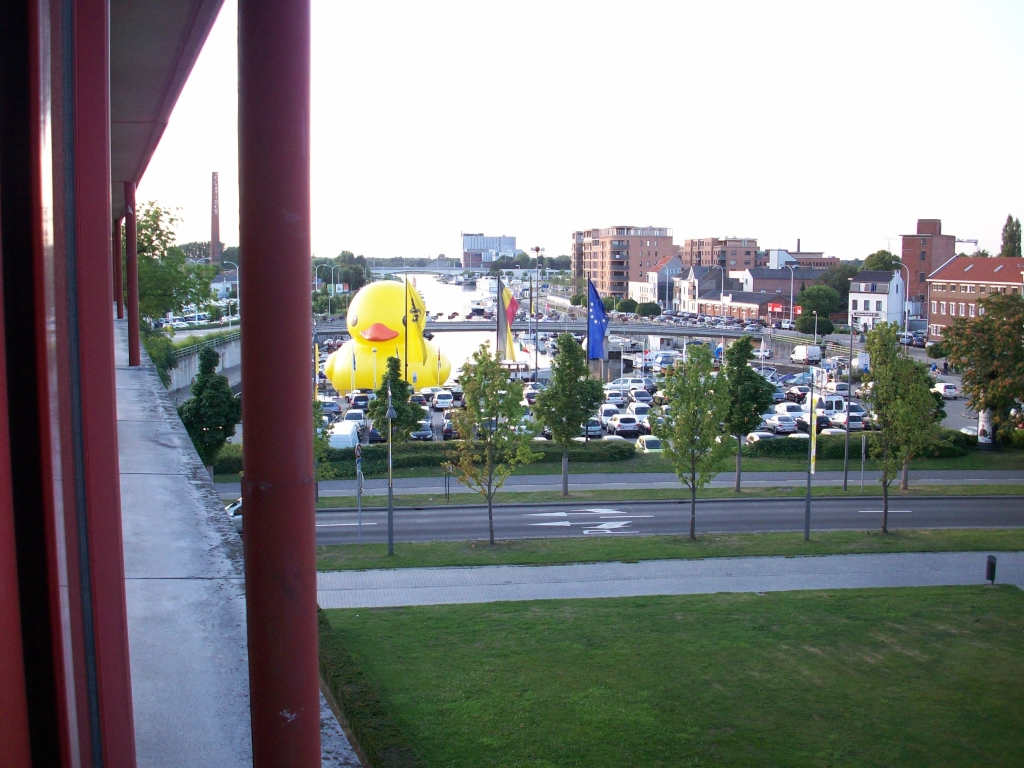
Hasselt, België
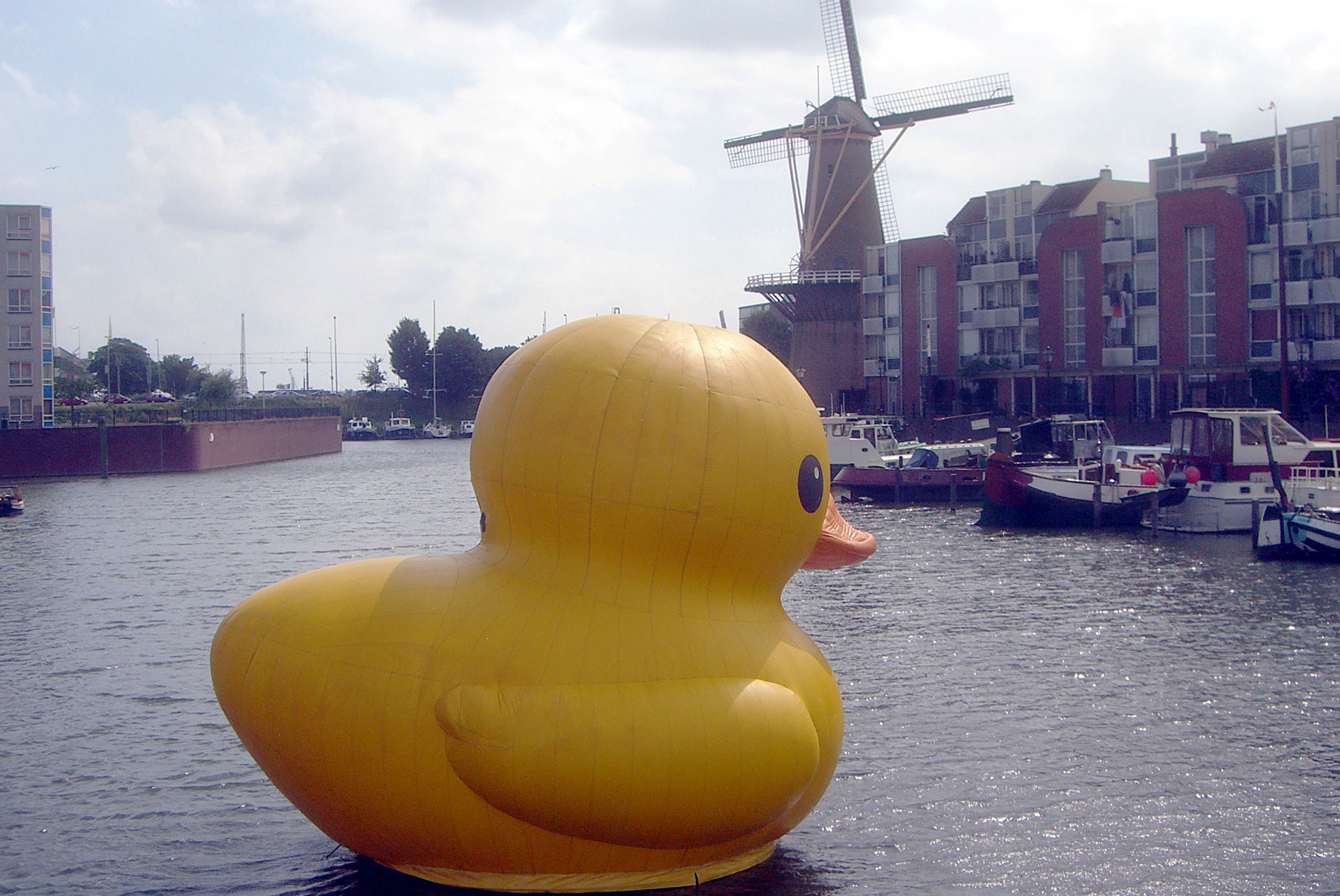
Rotterdam, Nederland